# Sven Tito Achen
Sven Tito Achen (Buenos Aires, 29 luglio 1922 – 14 novembre 1986) è stato uno scrittore danese che si occupò di araldica, cofondatore della Società Araldica Scandinava (Societas Heraldica Scandinavica) e primo editore del Scandinavian Heraldisk Tidsskrift (Giornale Araldico) pubblicato in Danimarca.

## Opere
- Heraldikkens femten glæder, 1971
- Alverdens heraldik i farver, 1972
- Danske adelsvåbener, en heraldisk nøgle, 1973
- Symbols Around Us, 1978
- Danmarks kommunevåbener - samt Grønlands og Færøernes, 1982
- Kroppens symbolik, 1983
- Symboler, hvad er det?, 1986

| Controllo di autorità | VIAF (EN) 44614014 · ISNI (EN) 0000 0001 0893 7402 · LCCN (EN) n79055006 · GND (DE) 171956982 · BNF (FR) cb15540439p (data) · J9U (EN, HE) 987007257471305171 · NDL (EN, JA) 00430928 |